# 하카이
《하카이》(破戒, The Broken Commandment)는 1906년 출간된 시마사키 도손의 최초의 단편소설이다. 이 책은 일본에 상당한 파급력을 불러일으켰다.
도스토예프스키의 <죄와 벌>의 영향이 강하나, 주인공 속에 작가 자신의 문제를 투영시켜 자아에 눈뜨는 인간의 마음을 그림으로써 근대문학의 기념할 만한 최초의 작품이 되었다. 자연주의 문학의 빛나는 제일보(第一步)이기도 했다.